# Marathon d'Athènes
Le Marathon classique d'Athènes, dédié à la mémoire de Grigoris Lambrakis, est une course pédestre de 42,195 km qui a lieu chaque année en novembre en Grèce. Le Marathon d'Athènes se termine au stade de marbre en centre-ville d'Athènes, où eurent lieu les premiers jeux Olympiques modernes en 1896, et l'instauration de la course homonyme au programme officiel de cette organisation.

## Présentation
C'est l'un des marathons les plus importants au monde, moins par l'aspect sportif que par le symbole qu'il représente : le souvenir de la légende du soldat Phidippides qui avait parcouru 42 km en courant, en 490 avant notre ère, entre la bourgade de Marathon et Athènes pour annoncer à ses compatriotes la victoire des Grecs sur les Perses avant de rendre l'âme. La course part en effet du site historique de Marathon et se termine à Athènes dans le stade des premiers Jeux olympiques de l'ère moderne en 1896.
Cependant, selon l'organisme national du Tourisme grec, « la plupart des gens ne connaissent pas l'origine du marathon [...] La bataille était un symbole de la victoire de la démocratie athénienne à l'époque contre le totalitarisme ». Pour les organisateurs, la Fédération d'athlétisme grecque, mais aussi le gouvernement grec, cette 28e édition du Marathon d'Athènes, qui a eu lieu le 31 octobre 2010, coïncidant avec le 2500e anniversaire, a servi, par le nombre important de ses inscrits, à démontrer les « origines grecques » et l'importance particulière de cette grande course classique organisée aujourd'hui par 1 500 villes dans le monde.
Cette course est aussi un évènement touristique majeur grâce aux manifestations (expositions, projections, happenings divers et variés) qui accompagnent le Marathon du vendredi au dimanche.

## Palmarès
| Année | Hommes                    | Hommes           | Hommes            | Femmes                   | Femmes                 | Femmes                 |
| Année | Athlète                   | Pays             | Temps             | Athlète                  | Pays                   | Temps                  |
| ----- | ------------------------- | ---------------- | ----------------- | ------------------------ | ---------------------- | ---------------------- |
| 2018  | Kipkorir Misoi            | Kenya            | 2 h 10 min 56     | Shelmith Nyawira         | Kenya                  | 2 h 36 min 46          |
| 2017  | Samuel Kalalei            | Kenya            | 2 h 12 min 17     | Bedatu Hirpa             | Éthiopie               | 2 h 34 min 18          |
| 2016  | Luka Rotich               | Kenya            | 2 h 12 min 49     | Nancy Arusei             | Kenya                  | 2 h 38 min 13          |
| 2015  | Hristóforos Meroúsis      | Grèce            | 2 h 21 min 22     | Minori Hayakari          | Japon                  | 2 h 52 min 06          |
| 2014  | Felix Kipchirchir Kandie  | Kenya            | 2 h 10 min 37     | Naomi Maiyo              | Kenya                  | 2 h 41 min 06          |
| 2013  | Hillary Yego              | Kenya            | 2 h 13 min 55     | Nancy Joan Rotich        | Kenya                  | 2 h 41 min 38          |
| 2012  | Raymond Bett              | Kenya            | 2 h 11 min 35     | Consalater Yadaa         | Kenya                  | 2 h 40 min 00          |
| 2011  | Abdelkerim Boubker        | Maroc            | 2 h 11 min 40     | Elfneshe Melaku          | Éthiopie               | 2 h 35 min 25          |
| 2010  | Raymond Bett              | Kenya            | 2 h 12 min 40     | Rasa Drazdauskaitė       | Lituanie               | 2 h 31 min 06          |
| 2009  | Josephat Kipkirui Ngetich | Kenya            | 2 h 13 min 44     | Akemi Ozaki              | Japon                  | 2 h 39 min 56          |
| 2008  | Paul Lekuraa              | Kenya            | 2 h 12 min 42     | Mai Tagami               | Japon                  | 2 h 36 min 58          |
| 2007  | Benjamin Kiprotich Korir  | Kenya            | 2 h 14 min 40     | Svetlana Ponomarenko     | Russie                 | 2 h 33 min 19          |
| 2006  | Henry Tarus               | Kenya            | 2 h 17 min 46     | Chikako Ogushi           | Japon                  | 2 h 40 min 45          |
| 2005  | James Saina               | Kenya            | 2 h 16 min 15     | Sisay Measo              | Éthiopie               | 2 h 38 min 39          |
| 2004  | Frederick Cherono         | Kenya            | 2 h 15 min 28     | Alemu Zinash             | Éthiopie               | 2 h 41 min 11          |
| 2003  | Zebedayo Bayo             | Tanzanie         | 2 h 16 min 59     | Nadezhda Wijenberg       | Pays-Bas               | 2 h 43 min 18          |
| 2002  | Mark Saina                | Kenya            | 2 h 18 min 20     | Sonja Oberem             | Allemagne              | 2 h 37 min 29          |
| 2001  | Noah Bor                  | Kenya            | 2 h 19 min 26     | Sonja Oberem             | Allemagne              | 2 h 36 min 15          |
| 2000  | Nikolaos Polias           | Grèce            | 2 h 20 min 50     | Yeoryía Abatzídou        | Grèce                  | 2 h 53 min 00          |
| 1999  | Masato Yonehara           | Japon            | 2 h 18 min 35     | Tamaki Okuno             | Japon                  | 2 h 46 min 46          |
| 1998  | Nikolaos Polias           | Grèce            | 2 h 18 min 38     | Joy Smith                | États-Unis             | 2 h 50 min 52          |
| 1997  | Gerasimos Kokotos         | Grèce            | 2 h 31 min 47     | Melissa Hurta            | États-Unis             | 2 h 54 min 43          |
| 1996  | Nikitas Markakis          | Grèce            | 2 h 33 min 15     | Panagiota Petropoulou    | Grèce                  | 2 h 56 min 42          |
| 1995  | Nikolaos Polias           | Grèce            | 2 h 27 min 27     | Panagiota Nikolakopoulou | Grèce                  | 2 h 59 min 45          |
| 1994  | Christos Dumas            | Grèce            | 2 h 27 min 27     | Kleri Stavropoulou       | Grèce                  | 3 h 21 min 32          |
| 1993  | Nikolaos Polias           | Grèce            | 2 h 28 min 12     | Panagiota Petropoulou    | Grèce                  | 3 h 15 min 56          |
| 1992  | Christos Dumas            | Grèce            | 2 h 31 min 15     | Reiko Hirosawa           | Japon                  | 3 h 05 min 24          |
| 1991  | Theodoros Fotopoulos      | Grèce            | 2 h 28 min 18     | Sofia Sotiriadou         | Grèce                  | 2 h 59 min 29          |
| 1990  | Johan Engholm             | Suède            | 2 h 26 min 33     | Prudence Taylor          | Nouvelle-Zélande       | 2 h 59 min 15          |
| 1989  | Jan van Rijthoven         | Pays-Bas         | 2 h 23 min 19     | Leslie Lewis             | États-Unis             | 2 h 37 min 42          |
| 1988  | Fedor Ryzhov              | Union soviétique | 2 h 17 min 33     | Magdalini Poulimenou     | Grèce                  | 2 h 50 min 59          |
| 1987  | Kevin Flanegan            | Afrique du Sud   | 2 h 25 min 14     | Irina Bogacheva (de)     | Union soviétique       | 2 h 43 min 37          |
| 1986  | Jos vander Water          | Belgique         | 2 h 27 min 22     | Signe Ward               | Norvège                | 3 h 06 min 58          |
| 1985  | Michael Hill              | Suède            | 2 h 26 min 20     | Eryl Davies              | Royaume-Uni            | 3 h 04 min 30          |
| 1984  | Leon Swanepoel            | Afrique du Sud   | 2 h 28 min 53     | Barbara Balzer           | États-Unis             | 2 h 58 min 30          |
| 1983  | Martin J. McCarthy        | Royaume-Uni      | 2 h 25 min 34     | Hanne Jensen             | Danemark               | 3 h 20 min 33          |
| 1982  | Rick Callison             | États-Unis       | 2 h 27 min 29     | Ella Grimm               | Danemark               | 3 h 07 min 41          |
| 1981  | Yánnis Koúros             | Grèce            | 2 h 32 min 50     | Britta Sorensen          | Danemark               | 3 h 16 min 00          |
| 1980  | Jean-Paul Didim           | France           | 2 h 34 min 32     | Arlene Volmer            | États-Unis             | 3 h 17 min 07          |
| 1979  | Richard Belk              | Royaume-Uni      | 2 h 31 min 21     | Gaby Birrer              | Suisse                 | 3 h 34 min 21          |
| 1978  | Danny Flynn               | Australie        | 2 h 27 min 22     | Alexandra Fili           | Grèce                  | 4 h 47 min 00          |
| 1977  | Kebede Balcha             | Éthiopie         | 2 h 14 min 40 s 8 | Christina Johansson      | Suède                  | 3 h 05 min 53          |
| 1976  | Edgar Friedli             | Suisse           | 2 h 33 min 50     | Melissa Hendriksen       | États-Unis             | 3 h 35 min 45          |
| 1975  | Teofanis Tsimingatos      | Grèce            | 2 h 35 min 39     | Corrie Konings           | Pays-Bas               | 3 h 16 min 13          |
| 1974  | Teofanis Tsimingatos      | Grèce            | 2 h 29 min 31     | Eva-Maria Westphal       | Allemagne              | 3 h 55 min 56          |
| 1973  | Youko Kuha                | Finlande         | 2 h 32 min 26     | Pas de course féminine   | Pas de course féminine | Pas de course féminine |
| 1972  | Yiannis Virvilis          | Grèce            | 2 h 26 min 26     | Pas de course féminine   | Pas de course féminine | Pas de course féminine |

## Les éditions

### Édition 2011
L'édition 2011 a eu lieu le 13 novembre 2011, sous la pluie et le froid.
Classement Hommes
1. Abdelkerim Boubker  Maroc 2 h 11 min 40 s
2. Sammy Chumba  Kenya 2 h 13 min 27 s
3. Daniel Gatheru  Kenya 2 h 16 min 12 s

Classement Femmes
1. Elfneshe Melaku  Éthiopie 2 h 35 min 25 s
2. Kamila Khanipova  Russie 2 h 35 min 31 s
3. Amira Ben Amor  Tunisie 2 h 42 min 15 s

### Édition 2010
L'édition 2010 a eu lieu le 31 octobre 2010 avec quelque 12 000 participants, soit trois fois plus que l'année précédente.
Le 28e Marathon d'Athènes coïncidait avec le 2500e anniversaire de la bataille antique.
Classement Hommes
1. Raymond Bett  Kenya en 2 h 12 min 40 s
2. Jonathan Kipkorir  Kenya
3. Edwin Kimutai  Kenya

Classement Femmes
1. Rasa Drazdaukaite  Lituanie
2. Olga Glok  Russie

### Édition 2007
L'édition 2007 a eu lieu le 4 novembre 2007.
Classement Hommes
1. Benjamin Korir Kiprotich  Kenya 2 h 14 min 40 s
2. Hosea Kiptanui Kimutai  Kenya 2 h 15 min 3 s
3. Henry Tarus  Kenya 2 h 15 min 57 s

Suivants : Michael Cimpchir  Kenya - David Kosgei Kimutai  Kenya - Frederick Cerono  Kenya - Kazunari Yoshitomi  Japon - Willie Cheruyiot Kipkurui  Kenya - Matthew Serem  Kenya - Giorgos Karavidas  Grèce.
Classement Femmes
1. Svetlana Ponomarenko  Russie 2 h 33 min 19 s
2. Chihiro Tanaka  Japon 2 h 41 min 1 s
3. Magdalini Gazea  Grèce 2 h 41 min 31 s

Accident
À 300 mètres de l'arrivée, James Kipkenboy ( Kenya) fut heurté par un tramway alors qu'il venait de chuter quelques mètres plus tôt.

### Édition 2014
L'édition 2014 a eu lieu le 9 novembre 2014.
Classement Hommes
1. Felix Kipchirchir Kandie  Kenya 2 h 10 min 37 s
2. Raymond Kimutai Bett  Kenya 2 h 12 min 34 s
3. Josphat Kiptanui Too Chobei  Kenya 2 h 15 min 38 s

Suivants : Julius Kiplagat Korir  Kenya (2 h 15 min 51 s).
Classement Femmes

### Jeux olympiques de 2004
Le marathon des Jeux olympiques d'été de 2004 s'est déroulé sur ce même parcours (victoire de Stefano Baldini  Italie en 2 h 10 min 55 s).